# Gamla polishuset, Halmstad
Gamla polishuset är ett tidigare polishus vid Södra vägen på Söder i Halmstad. Det har byggts om i slutet av 1990-talet till 52 lägenheter på 24–31 kvadratmeter och används sedan 2000 som det kommunägda Slottsparkens äldreboende. Huset renoverades 2024.
Det ritades av Arkitektfirman Fredblad och Höstrup och invigdes 1962 . Tidigare låg på platsen ett småindustriområde och ett koloniområde, invid bondgården Patrikshill.